# Erigeron lepidopodus
Erigeron lepidopodus là một loài thực vật có hoa trong họ Cúc. Loài này được (B.L.Rob. & Fernald) G.L.Nesom mô tả khoa học đầu tiên năm 1981.